# Regione di Ashanti
La regione di Ashanti o Asante (ufficialmente Ashanti Region, in inglese) è una regione del Ghana. Ha capoluogo Kumasi. Ha una superficie di 24 389 km² e una popolazione di 4 780 380 abitanti (dati del 2010).

## Geografia fisica
La regione dell'Ashanti è situata nella parte centrale del sud del Ghana. Oltre la metà della regione si trova nell'area della foresta pluviale tropicale, la parte settentrionale è invece nell'area della savana. La morfologia del territorio è molto varia con numerosi laghi, cascate, aree collinari, vi si trovano diverse aree protette, riserve forestali, parchi nazionali e santuari per la fauna e la flora. 
Tra i laghi della regione c'è il lago Bosumtwi formatosi nel cratere di un meteorite e più grande lago naturale del Ghana. I fiumi principali sono l'Offin, il Pra, l'Afram e l'Owabi. 
Le precipitazioni si concentrano in due stagioni, la principale è da aprile ad agosto, l'altra, con precipitazioni più ridotte, va da settembre a novembre. La temperatura media durante il giorno è di 27 °C. Le condizioni climatiche sono particolarmente favorevoli all'agricoltura molto meno all'allevamento a causa della diffusione della tripanosomiasi animale.

## Storia
La regione prende il nome dal principale gruppo etnico dell'area, gli Ashanti la popolazione più numerosa degli Akan. All'inizio del Settecento, gli Ashanti diedero vita a un regno, il primo re fu Nana Osei Tutu (1697-1718). Nel XVIII e XIX secolo il regno si espanse tramite guerre ed invasioni estendendosi a sud fino alla costa, a nord fino ai territori dei Gonja e dei Dagomba e ad est e ovest fino ad oltre i confini attuali del Ghana.
Fra il 1807 e il 1826 ci furono i primi scontri fra gli Ashanti e gli inglesi, culminati nel conflitto del 1873, in cui gli inglesi diedero alle fiamme la capitale. Nel 1896 il re Prempeh I fu fatto prigioniero e mandato in esilio alle Seychelles. Cinque anni dopo, l'Ashanti venne formalmente annesso alla colonia inglese della Costa d'Oro.
Nel 1926, in segno di gratitudine per la fedeltà dimostrata dagli Ashanti durante la prima guerra mondiale, gli inglesi concessero a Prempeh di tornare alla guida del paese. Nel 1957 la Costa d'Oro ottenne l'indipendenza con il nome di Ghana.

## Economia
L'economia dell'Ashanti è fortemente incentrata sulla produzione di cacao. Vi si estrae inoltre bauxite e si ricava legname dalle imponenti foreste.

## Distretti
L'Ashanti è suddiviso in 43 distretti:
| Distretto                                    | Capoluogo         | Tipo                    |
| -------------------------------------------- | ----------------- | ----------------------- |
| Distretto di Adansi Asokwa                   | Adansi Asokwa     | Distretto ordinario     |
| Distretto di Adansi Nord                     | Fomena            | Distretto ordinario     |
| Distretto di Adansi Sud                      | New Edubiase      | Distretto ordinario     |
| Distretto di Afigya Kwabre Sud               | Kodie             | Distretto ordinario     |
| Distretto di Afigya Kwabre Nord              | Boamang           | Distretto ordinario     |
| Distretto municipale di Ahafo Ano Nord       | Tepa              | Distretto municipale    |
| Distretto di Ahafo Ano Sud Est               | Dwinyame/Adugyama | Distretto ordinario     |
| Distretto di Ahafo Ano Sud Ovest             | Mankranso         | Distretto ordinario     |
| Distretto di Akrofuom                        | Akrofuom          | Distretto ordinario     |
| Distretto di Amansie Centrale                | Jacobu            | Distretto ordinario     |
| Distretto di Amansie Sud                     | Edubia            | Distretto ordinario     |
| Distretto di Amansie Ovest                   | Manso Nkwanta     | Distretto ordinario     |
| Distretto municipale di Asante Akim Centrale | Konongo           | Distretto municipale    |
| Distretto di Asante Akim Nord                | Agogo             | Distretto ordinario     |
| Distretto municipale di Asante Akim Sud      | Juaso             | Distretto municipale    |
| Distretto municipale di Asokore Mampong      | Asokore Mampong   | Distretto municipale    |
| Distretto municipale di Asokwa               | Asokwa            | Distretto municipale    |
| Distretto di Atwima Kwanwoma                 | Twedie            | Distretto ordinario     |
| Distretto di Atwima Mponua                   | Nyinahin          | Distretto ordinario     |
| Distretto municipale di Atwima Nwabiagya     | Nkawie            | Distretto municipale    |
| Distretto di Atwima Nwabiagya Nord           | Barekese          | Distretto ordinario     |
| Distretto municipale di Bekwai               | Bekwai            | Distretto municipale    |
| Distretto di Bosome Freho                    | Asiwa             | Distretto ordinario     |
| Distretto di Bosomtwe                        | Kuntanase         | Distretto ordinario     |
| Distretto metropolitano di Ejusu             | Ejisu             | Distretto municipale    |
| Distretto municipale di Ejura Sekyedumase    | Ejura             | Distretto municipale    |
| Distretto municipale di Juaben               | Juaben            | Distretto municipale    |
| Distretto metropolitano di Kumasi            | Kumasi            | Distretto metropolitano |
| Distretto municipale di Kwabre Est           | Mamponteng        | Distretto municipale    |
| Distretto municipale di Kwadaso              | Kwadaso           | Distretto municipale    |
| Distretto municipale di Mampong              | Mampong           | Distretto municipale    |
| Distretto di Obuasi Est                      | Tutuka            | Distretto municipale    |
| Distretto municipale di Obuasi               | Obuasi            | Distretto municipale    |
| Distretto municipale di Offinso              | Offinso           | Distretto municipale    |
| Distretto di Offinso Nord                    | Akomadan          | Distretto ordinario     |
| Distretto municipale di Oforikrom            | Oforikrom         | Distretto municipale    |
| Distretto municipale di Old Tafo             | Old Tafo          | Distretto municipale    |
| Distretto di Sekyere Afram Plains            | Drobonso          | Distretto ordinario     |
| Distretto di Sekyere Centrale                | Nsuta             | Distretto ordinario     |
| Distretto di Sekyere Est                     | Effiduase         | Distretto ordinario     |
| Distretto di Sekyere Kumawu                  | Kumawu            | Distretto ordinario     |
| Distretto di Sekyere Sud                     | Agona             | Distretto ordinario     |
| Distretto municipale di Suame                | Suame             | Distretto municipale    |